# ヨンカーズ

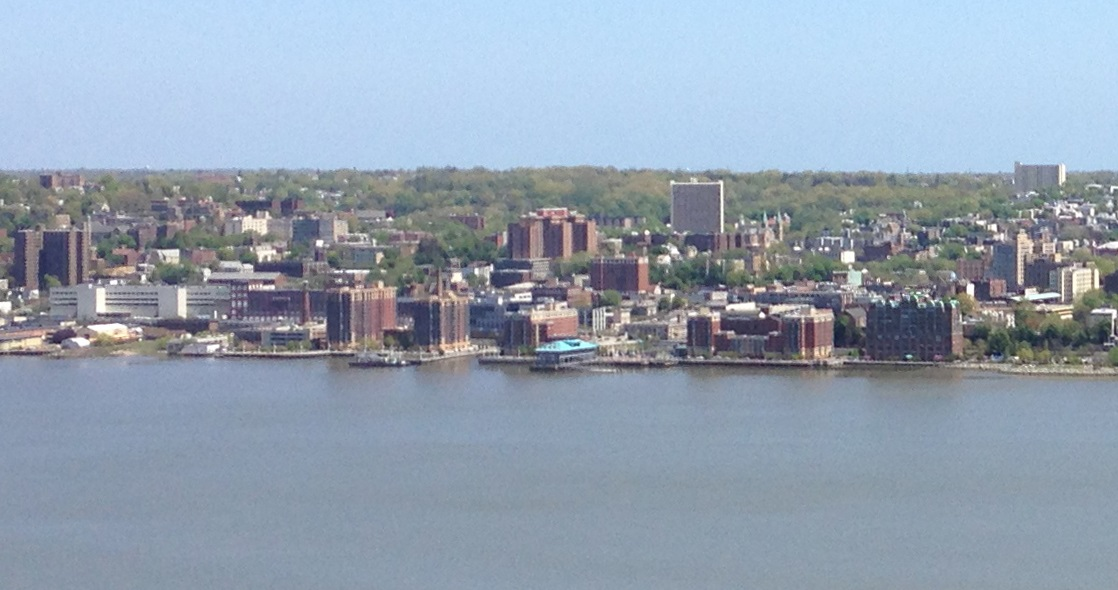
ヨンカーズの景観

ウェストチェスター郡内の位置

ヨンカーズ（Yonkers）は、アメリカ合衆国ニューヨーク州のウエストチェスター郡にある都市。ニューヨーク市の北に隣接している。人口は21万1569人（2020年）。

## 概要
かつて、オーチス・エレベータ・カンパニー（現在はユナイテッド・テクノロジーズの1部門）の操業の地となった工場があった。1983年にオーチスの工場は閉鎖されたが、同地で1986年から川崎重工業の子会社が鉄道車両の最終組立を行っている（現在のKawasaki Rail Car, Inc.）。
ミュージカルで映画にもなった『ハロー・ドーリー!』の舞台になり、 1991年にトニー賞・ピューリッツァー賞 戯曲部門を受賞したニール・サイモン作の『ロスト・イン・ヨンカーズ 』（『ヨンカーズ物語』）の舞台となった。
レディー・ガガ（LADY GAGA）、DMXらの出身地として知られる。

## 地理
アメリカ合衆国国勢調査局によれば総面積は52.6 km2である。座標は北緯40度56分29.32秒 西経73度51分51.71秒 / 北緯40.9414778度 西経73.8643639度。
ヨンカーズの西はハドソン川である。
北はグリーンバーグ町、東はマウントバーノン、南はニューヨーク市のブロンクス区である。

## 交通

### 鉄道

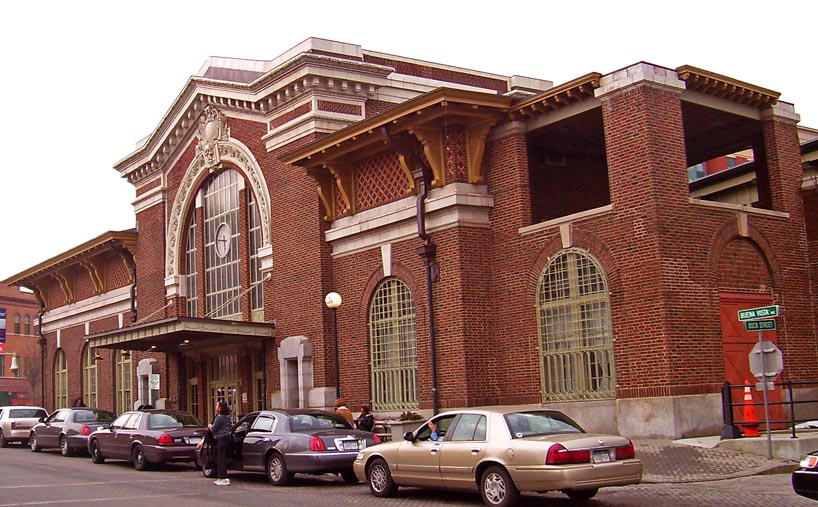
ヨンカーズ駅

ヨンカーズ駅がブエナ・ビスタ・アヴニュー5にある。メトロノース鉄道のニューヨーク市内へ行くハドソン線の駅で、アムトラックの停車駅にもなっている。グランド・セントラル駅までの距離は23キロメートルである。
アムトラックの停車する列車は下記の通り。
トロントとニューヨーク間の昼行国際列車メイプルリーフ号…1日1往復停車
モントリオールとニューヨーク間の昼行国際列車アディロンダック…1日1往復停車
バーモント州ラトランドとニューヨーク間の昼行中距離列車イーサン・アレン・エクスプレス号…1日1往復停車
ニューヨーク州ナイアガラフォールズおよびオールバニとニューヨーク間の昼行中長距離列車エンパイア・サービス…1日4.5往復停車

### 路線バス
- ビーラインバスシステム